# The Princess Diaries 2: Royal Engagement
The Princess Diaries 2: Royal Engagement és la seqüela estrenada el 2004 de The Princess Diaries.

## Argument
La Mia Thermopolis ha d'assumir que tard o d'hora serà reina de Genòvia, i cal que s'hi prepari. Això no obstant, aquest pas ha de fer-ho més aviat del que creia. A més a més, hi ha un problema: les princeses de Genòvia han de casar-se abans de poder ser reines, i sembla que la Mia encara no està preparada. Així que exposa aquesta idea per abolir aquesta llei al Parlament Genovià perquè ella pugui regnar al país sense haver de casar-se primer. Els parlamentaris hi rumien i finalment hi accepten.

## Repartiment
- Julie Andrews
- Anne Hathaway
- Spencer Breslin
- Heather Matarazzo
- Héctor Elizondo
- Chris Pine
- Callum Blue
- Kathleen Marshall
- Tom Poston
- Raven-Symoné
- Joel McCrary